# Costituzione di Malta
La Costituzione di Malta (in maltese: Kostituzzjoni ta’ Malta) è la legge fondamentale di Malta ed è entrata in vigore il 21 settembre 1964. Essendo una costituzione rigida, necessita di un procedimento complesso per essere modificata.

## Storia
Il 27 luglio 1960 il Segretario di Stato alle Colonie britannico Iain Macleod annunciò alla Camera dei comuni la volontà del Governo del Regno Unito di reinstallare un governo rappresentativo a Malta e dunque la necessità di elaborare una nuova Costituzione per il Paese. Conseguentemente, Mcleod nominò una Commissione Costituzionale, presieduta da Sir Hilary Blood, che avrebbe avuto il compito di delineare le linee principali della carta costituzionale, consultandosi con i rappresentanti del popolo maltese.
Il 5 dicembre 1960 la Commissione presentò un proprio rapporto che venne pubblicato l'8 marzo 1961. La cosiddetta “Costituzione Blood” venne completata il 24 ottobre e prevedeva la promulgazione di una costituzione adatta ad uno Stato indipendente.
Una delle caratteristiche della Costituzione del 1961 era la sostituzione di un sistema “diarchico” con uno nel quale esisteva un unico esecutivo, ovvero il Governo di Malta, con pieni poteri esecutivi.
A quel tempo Malta era ancora una colonia e la responsabilità della difesa e delle relazioni internazionali del Paese era affidata al Governo britannico. Al tempo stesso, con la Costituzione del 1961 il Regno Unito riconosceva lo Stato di Malta.. Altro aspetto importante era l'introduzione di un capitolo riguardante la salvaguardia dei diritti fondamenti e delle libertà individuali.
La nuova costituzione, approvata in occasione del referendum costituzionale del 1964, sancì l'indipendenza di Malta.

## I capitoli

### Capitolo I
Nel primo capitolo della Costituzione vengono definiti i principi su cui si basa la Repubblica maltese. All'art. 1 viene specificato come la Repubblica sia fondata sul lavoro e sul rispetto dei diritti fondamentali e della libertà individuale. Viene, inoltre, dichiarata come la religione di Stato sia quella cattolica.

## Emendamenti
Dall'entrata in vigore ad oggi, la Costituzione maltese ha avuto i seguenti emendamenti e modifiche:
- XLI nel 1965, XXXVII nel 1966
- IX nel 1967
- XXVI nel 1970
- XLVII nel 1972
- LVII, LVIII nel 1974
- XXXVIII nel 1976
- X nel 1977
- XXIX nel 1979
- IV nel 1987
- XXIII nel 1989
- II e VI nel 1990
- XIX nel 1991
- IX nel 1994
- Proclamations IV nel 1995 e III nel 1996
- XI nel 1996, XVI nel 1997
- III nel 2000 e XIII nel 2001

## Costituzioni abrogate
Il Paese ha avuto numerose costituzioni nel passato:
- La Costituzione del 1813 [5]
- La Costituzione del 1835[6]
- La Costituzione del 1849[7]
- La Costituzione del 1887[8]
- La Costituzione del 1903[9]
- La Costituzione del 1921[10]
- La Costituzione del 1936[11]
- La Costituzione del 1939[12]
- La Costituzione del 1947[13]
- La Costituzione del 1959[14]
- La Costituzione del 1961[15]